# FDE
La función FDE (abreviatura inglesa de Fault Detection and Exclusion, en español Detección de Fallos y Exclusión) es una técnica que combina la utilización del sistema RAIM para excluir al satélite defectuoso dentro de una constelación GNSS y así permitir que se siga navegando con el GPS excluyéndolo de los cálculos de la solución de navegación, siempre y cuando existan suficientes satélites disponibles. Aunque la norma vigente no requiere la incorporación en la navegación aérea del sistema FDE en los equipos GPS de a bordo, la mayoría de los nuevos receptores incorporan funcionalidad FDE.